# Frédéric Giniez
Frédéric Giniez, né le 22 octobre 1813 à Lunel et mort à Lyon le 10 mars 1867 , est un architecte français.

## Biographie
Frédéric Giniez entre en 1826 à l'école des beaux-arts de Lyon puis en 1836 à l'école des beaux-arts de Paris, atelier Blouet.

## Réalisations
Il réalise les travaux d'architecture suivants :

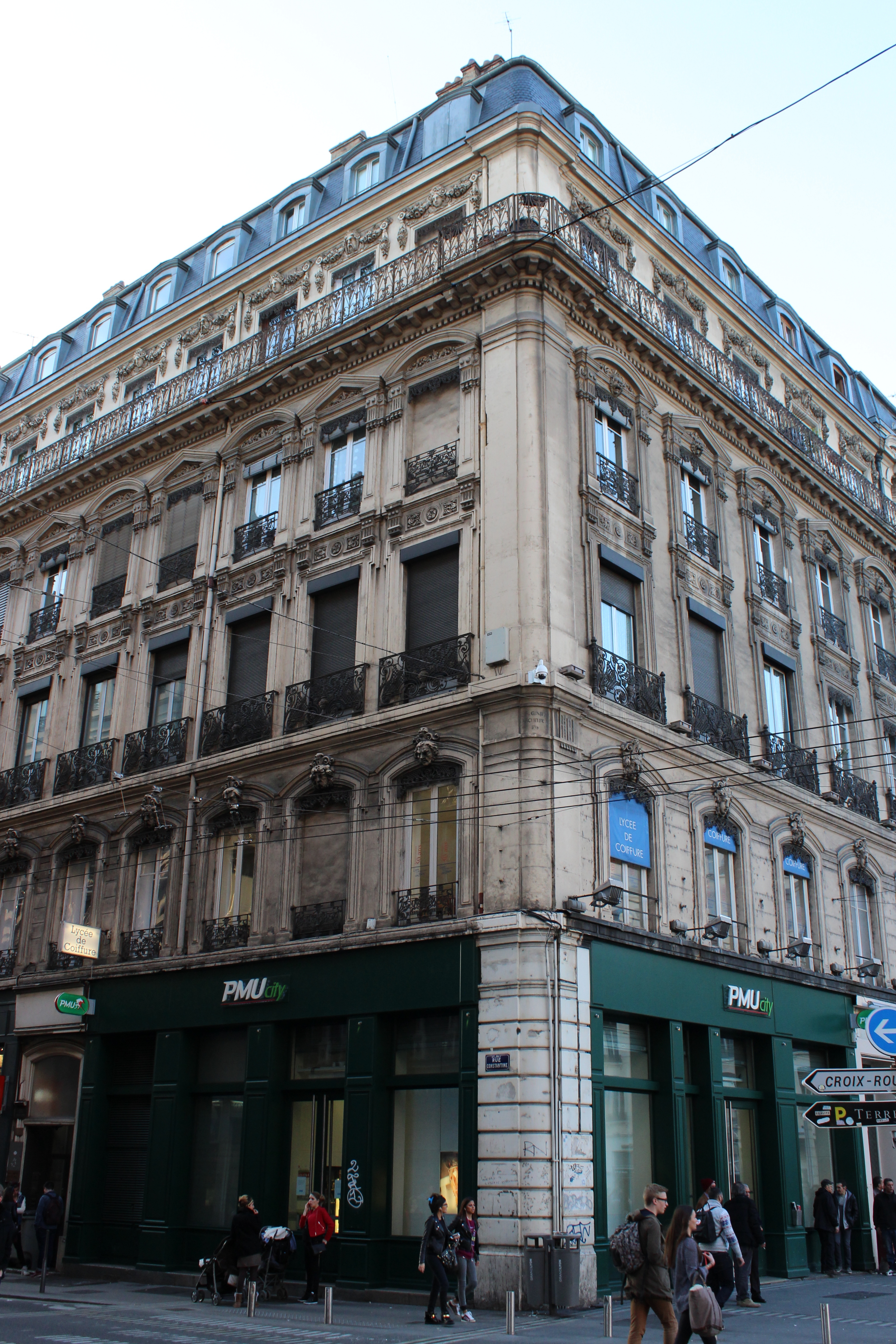
Maison place des Terreaux à Lyon.

- dessins de façades de maisons rue Impériale à Lyon ;
- maison place des Terreaux, en face de l'hôtel de ville de Lyon ;
- église de Jassans ;
- tombeau de la famille Angles au cimetière de Loyasse ;
- collaboration avec Pierre Bossan pour les stations du clos de Fourvière.

## Distinction
Il est membre de la société académique d'architecture de Lyon en 1861.